# Rafa Gómez Llorens
Rafael Gómez Llorens (Alicante, provincia de Alicante, Comunidad Valenciana, España, 23 de mayo de 1983) es un futbolista español. Juega de delantero y su equipo actual es el CD Torrevieja de la Tercera División de España.

## Trayectoria
Rafa Gómez aunque nació en Alicante se crio en la pedanía ilicitana de El Altet. Como jugador se formó en el fútbol base del Kelme Club de Fútbol. Posteriormente fichó por el Elche "B" en el que estuvo 5 temporadas y no recibió ninguna oportunidad en el primer equipo. En la temporada 2006/07 se marchó cedido primeramente al Yeclano Deportivo del Grupo XIII de Tercera División, y en febrero de 2004 fichó por el Caudal Deportivo con el que se proclamó campeón del Grupo II de Tercera División además de disputar la promoción de ascenso a Segunda "B". En la temporada 2007/08 jugó con el Torrellano en Regional Preferente, hasta que en el mercado de invierno José Bordalás se lo llevó al Alcoyano de Segunda División "B". En la temporada 2008/09 realizó una gran temporada con el Alcoyano, quedando campeón del Grupo III de Segunda "B" y disputando la promoción de ascenso a Segunda División. En la temporada 2009/10 fichó por el Elche por dos temporadas dando el salto a Segunda División.

## Clubes
| Club                      | País   | Año       |
| ------------------------- | ------ | --------- |
| Kelme CF                  | España | ¿?-2002   |
| Elche Ilicitano           | España | 2002-2003 |
| Yeclano Deportivo         | España | 2003      |
| Elche Ilicitano           | España | 2003-2004 |
| Caudal Deportivo          | España | 2004      |
| Elche Ilicitano           | España | 2004-2007 |
| Torrellano CF             | España | 2007-2008 |
| CD Alcoyano               | España | 2008-2009 |
| Elche CF                  | España | 2009-2010 |
| Sangonera Atlético CF     | España | 2010      |
| Elche CF                  | España | 2010-2011 |
| CD Alcoyano               | España | 2011-2012 |
| CP Cacereño               | España | 2012-2013 |
| CD Torrevieja             | España | 2013-2015 |
| CF La Nucía               | España | 2015-2017 |
| CF Independiente Alicante | España | 2017-2019 |
| CD Tháder                 | España | 2019-2020 |

## Palmarés

### Campeonatos nacionales
| Título                               | Club             | País   | Año       |
| ------------------------------------ | ---------------- | ------ | --------- |
| Campeón Grupo II de Tercera División | Caudal Deportivo | España | 2003-2004 |
| Campeón Grupo III de Segunda "B"     | C. D. Alcoyano   | España | 2008-2009 |